# Portage (Wisconsin)
Pour les articles homonymes, voir Portage.
La ville de Portage est le siège du comté de Columbia dans l'État du Wisconsin, aux États-Unis. Selon le recensement de 2010, sa population est de 10 324 habitants, estimée à 10 473 habitants en 2016.

## Géographie
La municipalité s'étend sur 9,62 milles carrés (24,92 km2), dont 0,80 milles carrés (2,07 km2) d'étendues d'eau.

## Histoire
La ville tire son nom de la voie navigable Fox-Wisconsin, un portage entre la Fox et la Wisconsin qui fut découvert par Jacques Marquette et Louis Jolliet lors de leur exploration de la route du Mississippi en 1673. Portage fut un poste militaire avancé de l'US Army, connu sous le nom de Fort Winnebago.

## Démographie
La population de Portage est estimée à 10 365 habitants au 1er juillet 2016.
| Groupe                           | Portage | Wisconsin | États-Unis |
| -------------------------------- | ------- | --------- | ---------- |
| Blancs                           | 90,9    | 84,3      | 72,4       |
| Afro-Américains                  | 5,0     | 6,3       | 12,6       |
| Métis                            | 1,6     | 1,8       | 2,9        |
| Amérindiens                      | 1,0     | 1,0       | 0,9        |
| Asiatiques                       | 0,8     | 2,3       | 4,8        |
| Autres                           | 0,7     | 2,4       | 6,2        |
| Total                            | 100     | 100       | 100        |
|                                  |         |           |            |
| Hispaniques et Latino-Américains | 4,0     | 5,9       | 16,7       |

Le revenu par habitant était en moyenne de 22 238 dollars par an entre 2012 et 2016, en dessous de la moyenne du Wisconsin (29 253 dollars) et des États-Unis (29 829 dollars). Sur cette même période, 16,6 % des habitants de Portage vivaient sous le seuil de pauvreté (contre 11,8 % dans l'État et 12,7 % à l'échelle du pays).
Selon l'American Community Survey pour la période 2010-2014, 95,78 % de la population âgée de plus de 5 ans déclare parler l'anglais à la maison, 2,92 % déclare parler l'espagnol, 0,50 % l'allemand et 0,81 % une autre langue.

## Personnalités
- Madison Bear (1997-),  joueuse professionnelle de curling, est née à Portage.

## Images

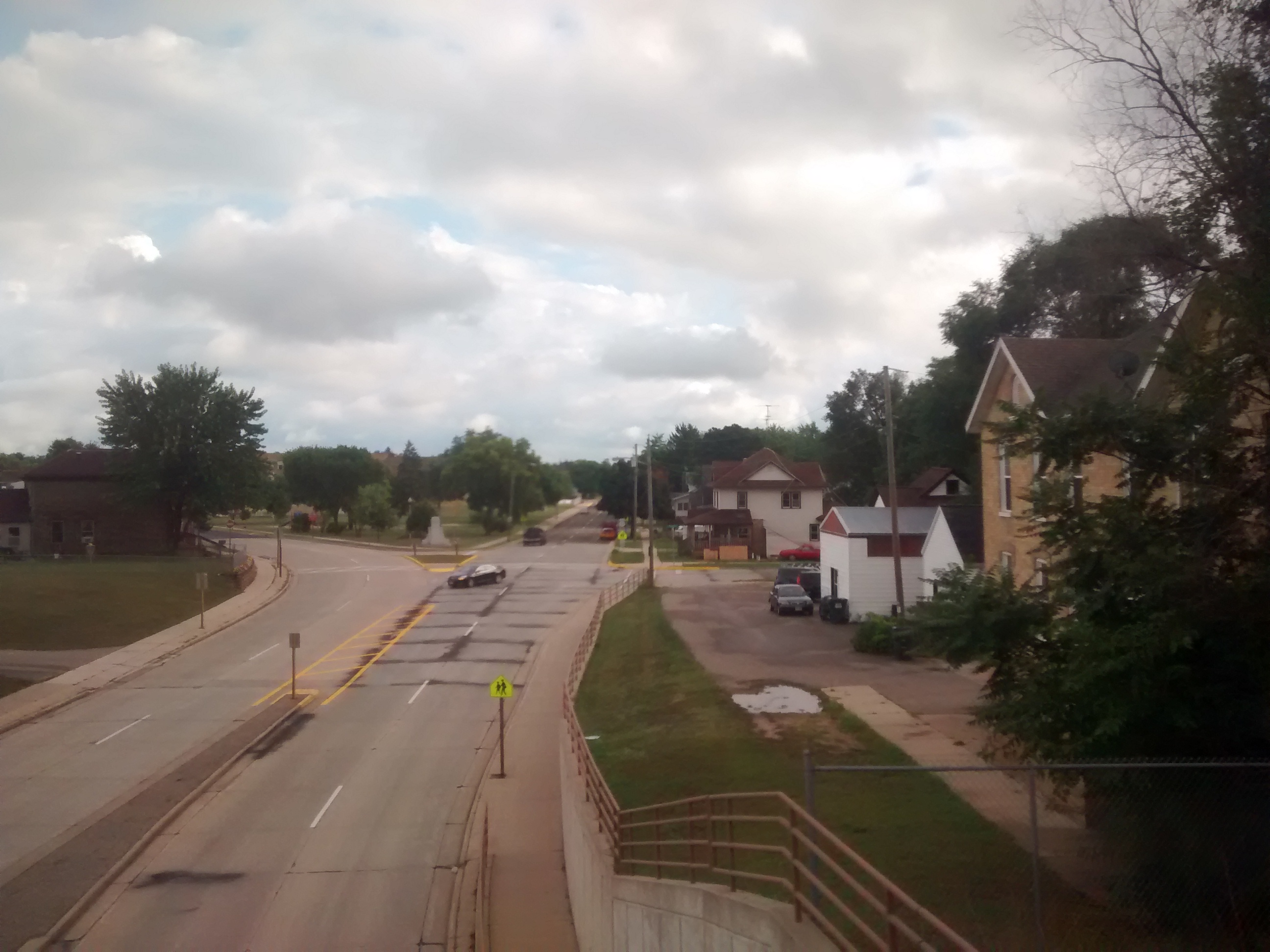
Vue vers le sud de la rue DeWitt et de l'embranchement vers MacFarlane Lane.
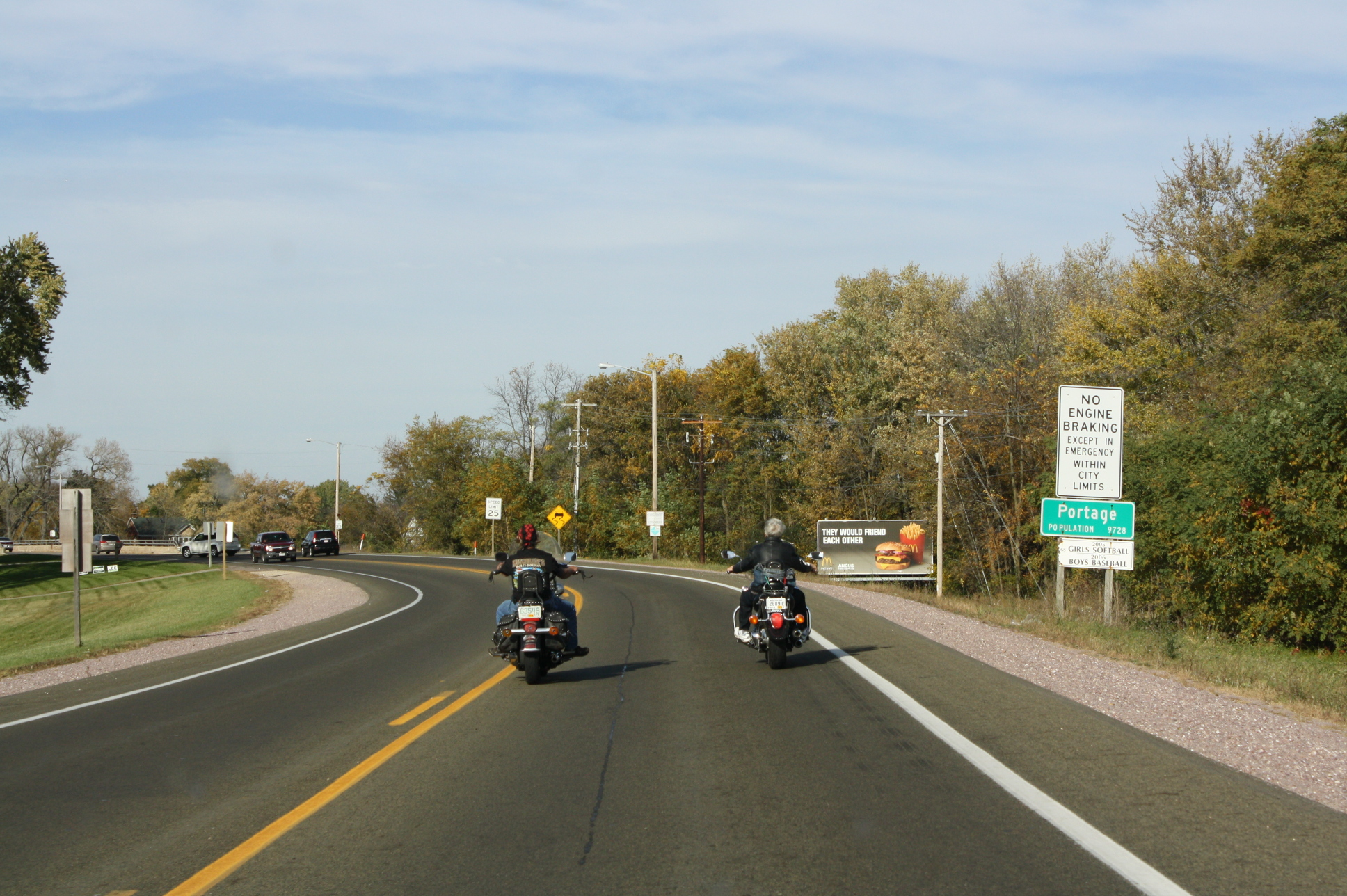
Panneau d'entrée de ville, du côté ouest sur l'autoroute 33.
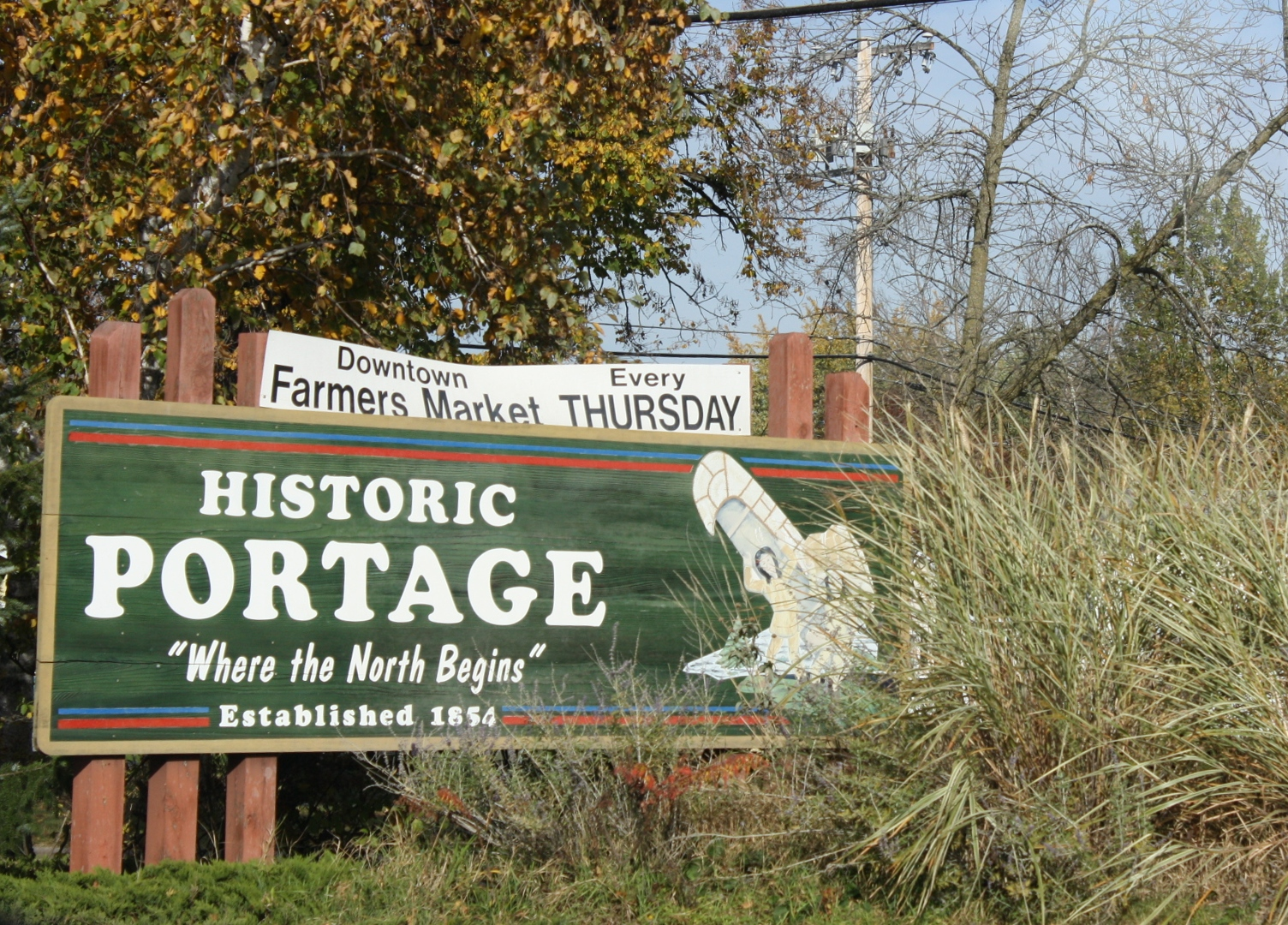
Panneau de bienvenue.
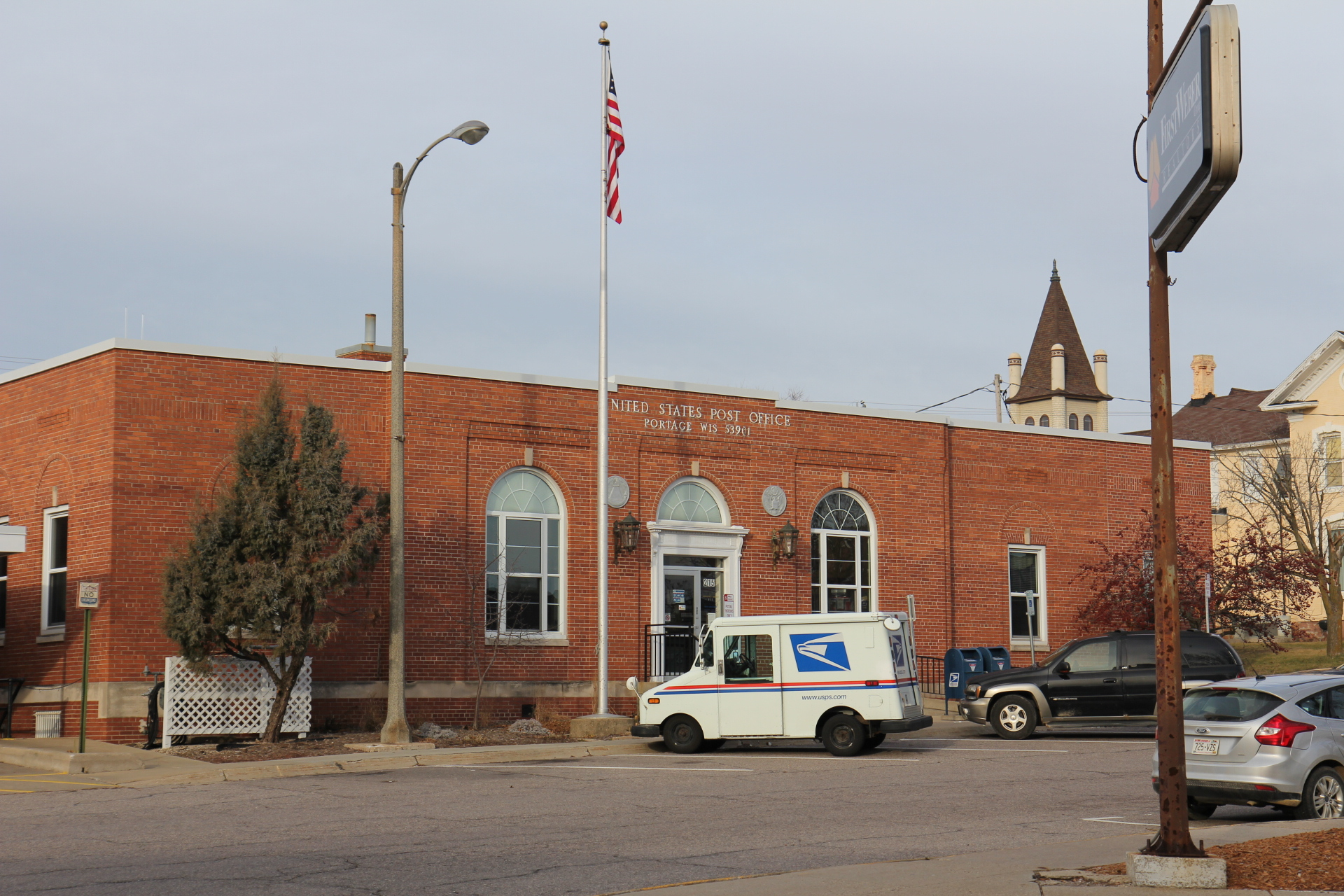
Bureau de poste.
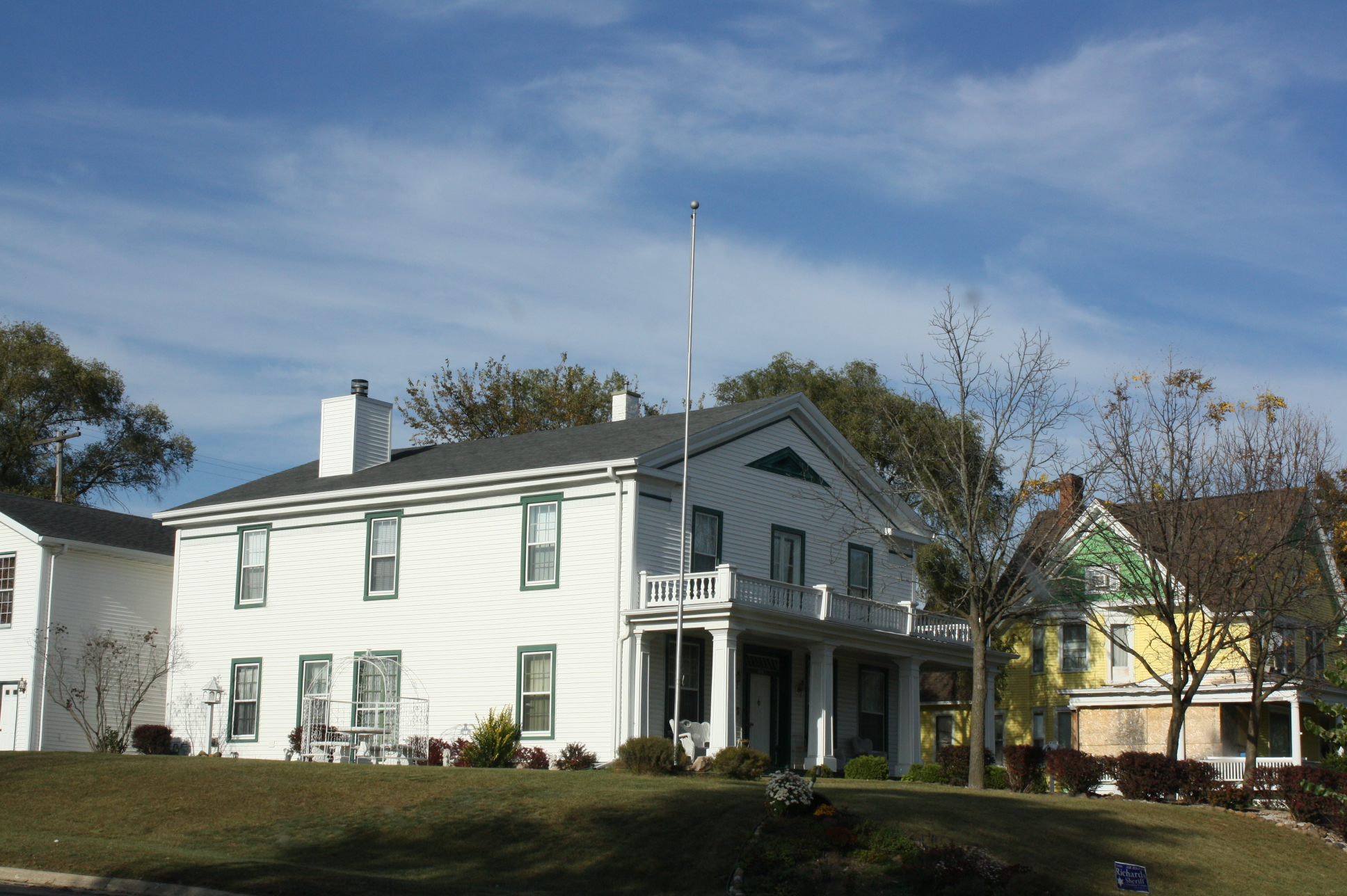
Henry Merrell House.
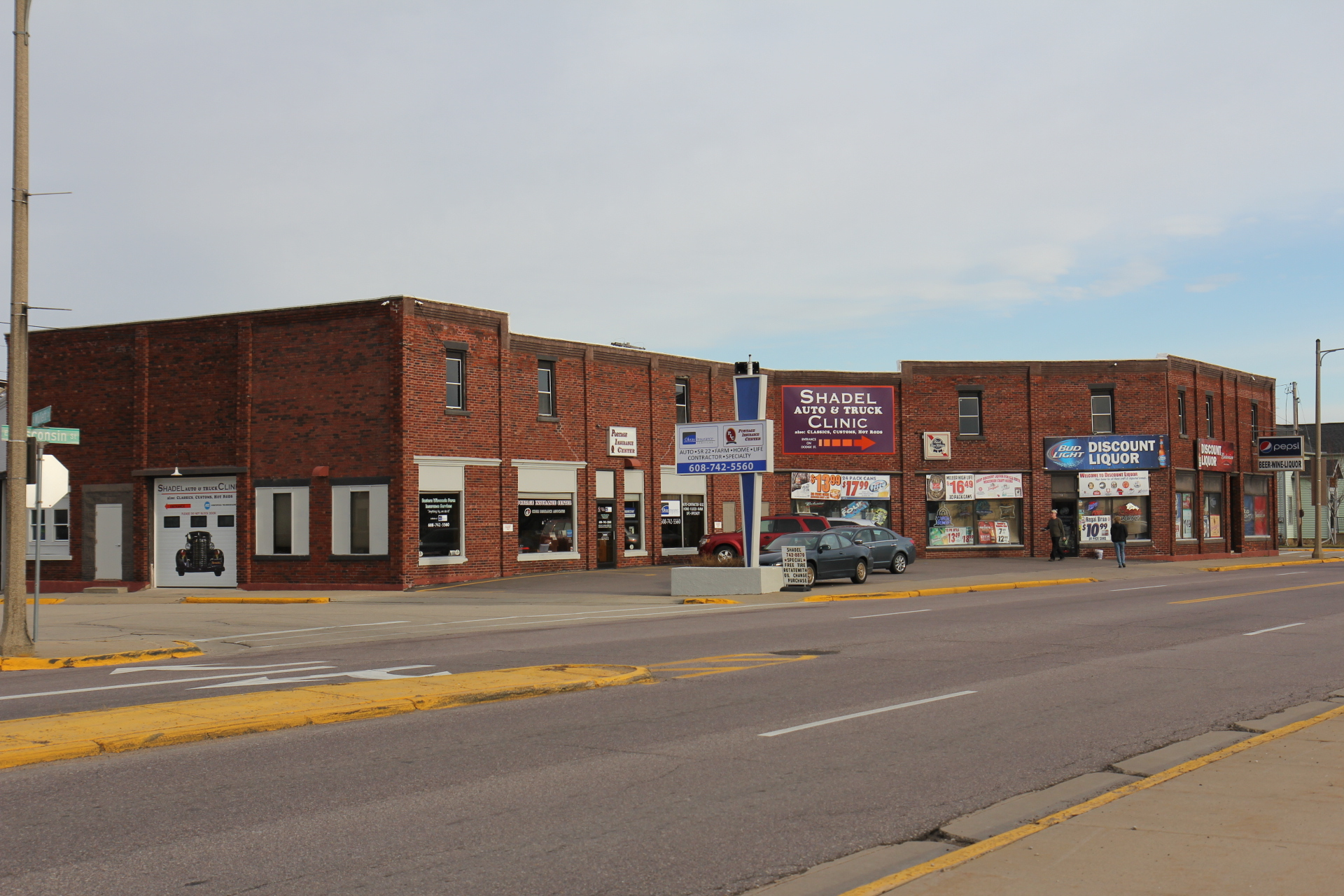
Une partie du district historique Portage Industrial Waterfront.
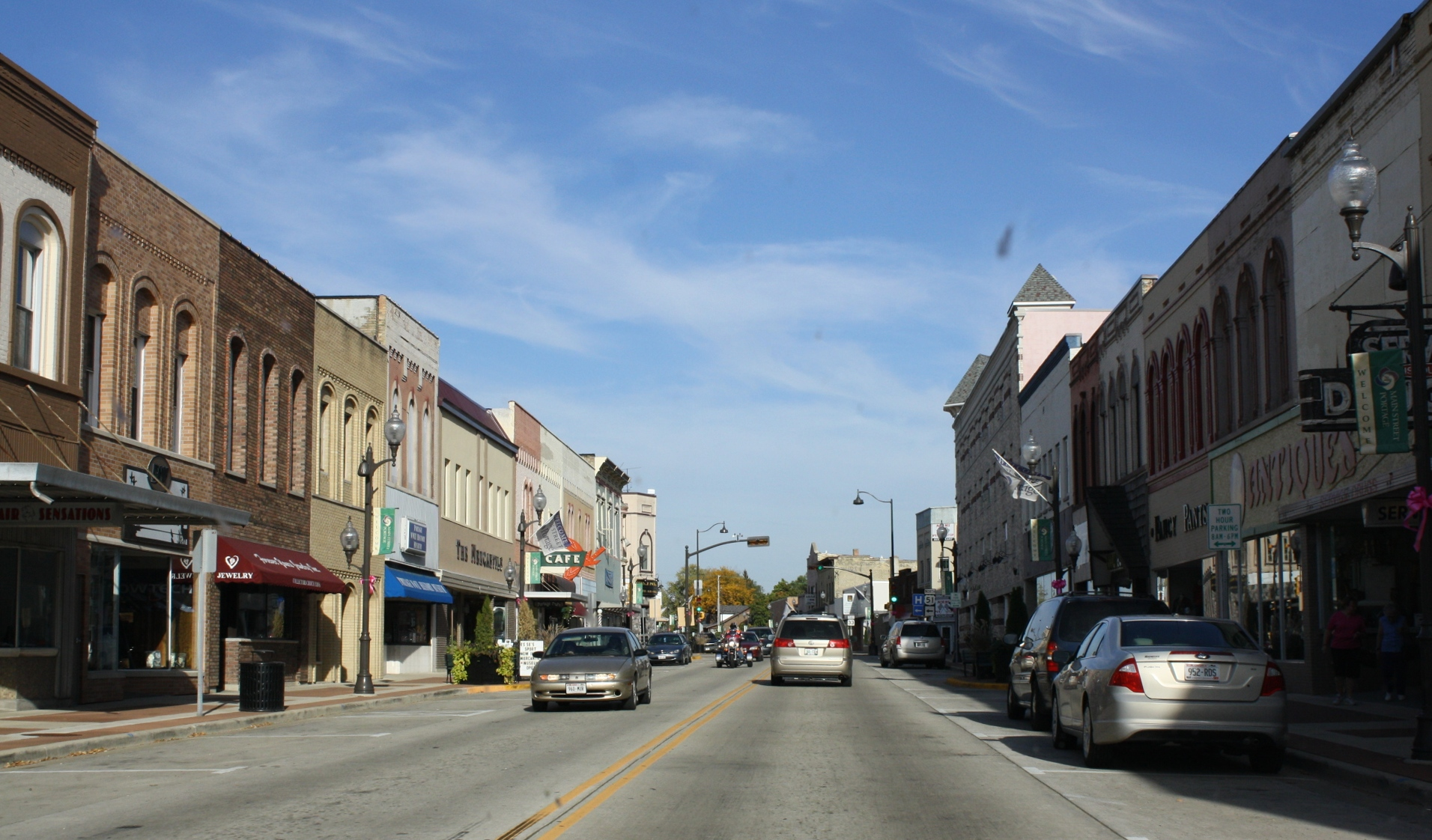
Une partie du district historique Portage Retail.
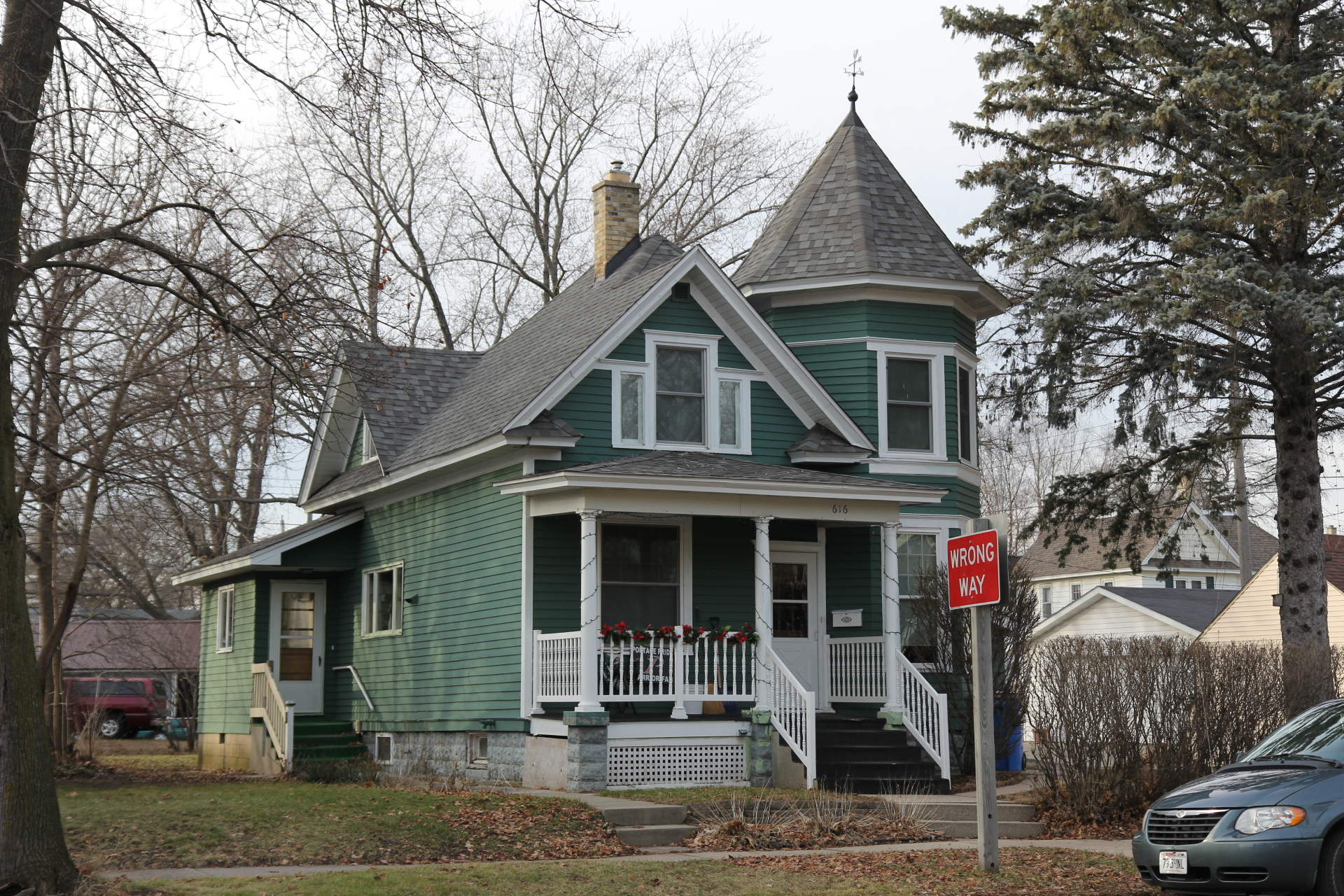
Une maison dans le district historique Society Hill.
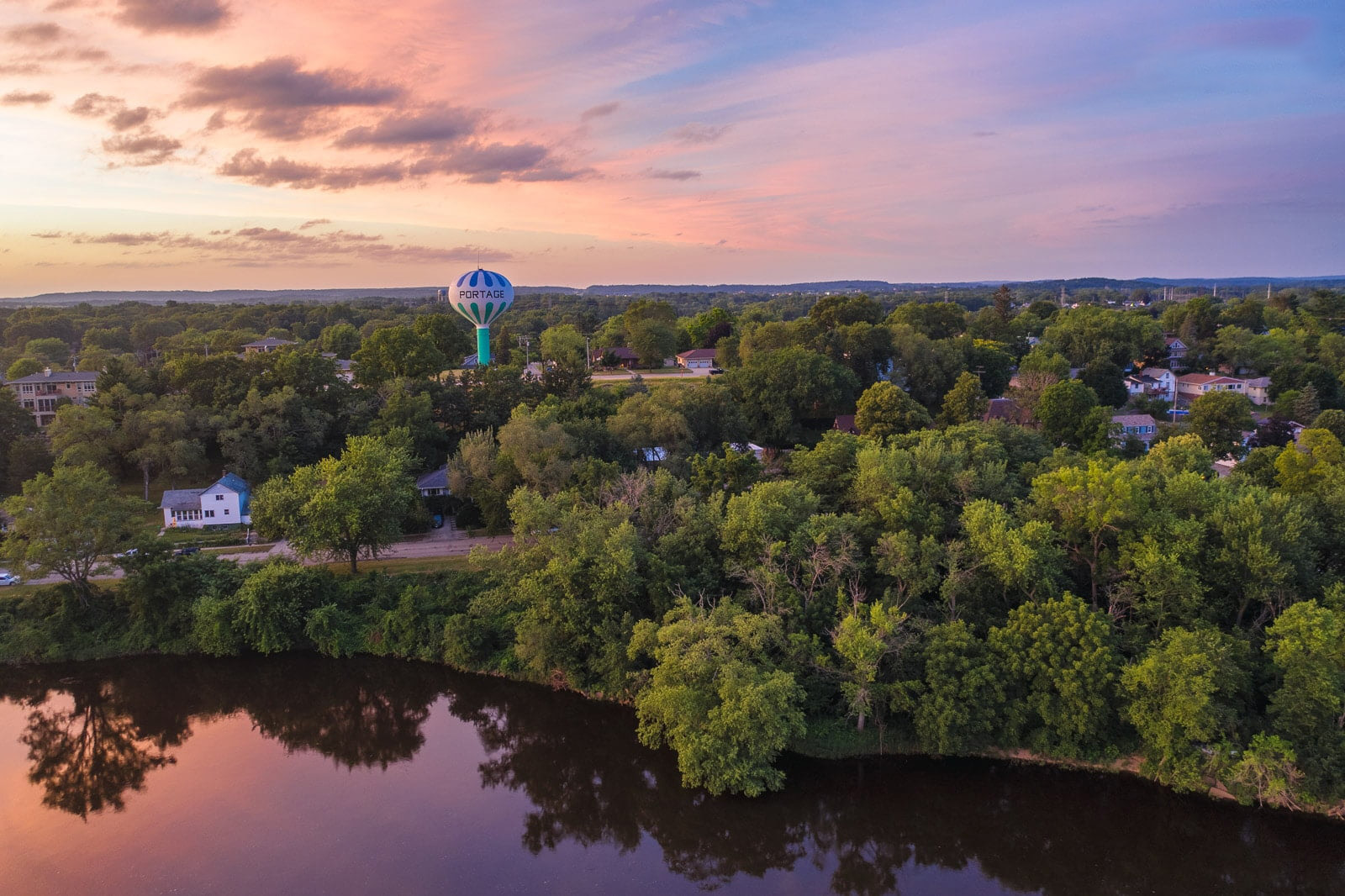
Château d'eau de Portage, près du parc de la Pauquette.